# Joe Sweeney
Ronald Joseph „Joe” Sweeney (ur. 16 lutego 1933, zm. 18 stycznia 2016) – australijski zapaśnik walczący w stylu klasycznym. Olimpijczyk z Melbourne 1956, gdzie zajął dwunaste miejsce w kategorii do 57 kg.
Zawodnik, trener i instruktor surfingu, w Bells Beach w Torquay.

## Letnie Igrzyska Olimpijskie 1956
| Konkurencja          | Rundy eliminacyjne  | Rundy eliminacyjne       | Klas. końcowa |
| Konkurencja          | Przeciwnik I        | Przeciwnik II            | Miejsce       |
| -------------------- | ------------------- | ------------------------ | ------------- |
| 57 kg styl klasyczny | Adolfo Díaz (ARG) P | Francisc Horvath (ROU) P | 12.           |